# ZYpp
ZYpp （或稱libzypp） 是一個软件包管理引擎，通常在openSUSE/SUSE Linux Enterprise以YaST、Zypper或PackageKit為前端使用。它提供一個強力的可滿足性求解器來計算軟體包相依性，也提供了一組方便的軟體包管理API。它是一個由Novell所贊助的开放源代码且為自由软件的專案，採用GNU通用公共许可证第二版或更新授權。
Zypper為ZYpp软件包管理器原生的命令行界面前端，可用以安裝、移除、升級及查詢本機或遠端（通常為網路）媒體的軟體包。它的圖形等價介面為YaST软件包管理器模組。它在openSUSE上於版本10.2 beta1開始使用。在openSUSE 11.1上，Zypper釋出了1.0版。2009年6月2日，Ark Linux宣佈其已經完成對其相依性求解器的審閱，並選擇ZYpp及其前端介面來取代老化的apt-rpm，並且是第一個這麼做的Linux發行版。Zypper也被MeeGo，Sailfish OS及Tizen等行動作業系統採用。
openSUSE的开放构建服务亦提供一些openSUSE官方所沒有的軟體。

## 歷史

### 目的
在2003年連續收購了Ximian公司及SUSE公司後，Novell決定要合併YaST及Red Carpet兩個軟體包管理器。在2005年，觀察了其他的開源工具在當時的成熟度後，Novell公司覺得都不足以符合他們想要可以與已有的由Ximian公司及SUSE公司開發的Linux管理系統一起運作的要求，所以他們決定開發一個新的軟體包管理器。Libzypp就是最後開發出來的函式庫，目標是成為SUSE發行版的軟體管理引擎，以及Novell ZENworks套裝的Linux管理組件。

### 早期
Libzypp的求解器是Red Carpet求解器的移植，其被編寫用來在安裝好的系統中升級軟體包。雖然第一版ZYpp的求解器與ZMD守護行程在企業產品上運行的很好，但它導致了2006年5月釋出的openSUSE 10.1有系統軟體包無法運作。2006年12月釋出的openSUSE 10.2修正了先前版本的一些問題，並將ZYpp升級至第二版。ZMD則於10.3版中移除，只在企業版產品中保留。雖然在openSUSE中的ZYpp第三版是相對比較好的軟體包管理器，但與其他軟體包管理系統而言，它存在一些缺陷，從而限制了它的速度表現。

### SAT求解器整合
libzypp其中一個需要改進的地方是相依性求解器的速度。
像OPIUM專案及MANCOOSI這些嘗試修復SAT求解器的一個相依性求解問題的專案。像是APT有時可能會出現一些無法接受的缺陷。基於計算複雜性理論的SAT求解器，與傳統求解器，如APT的運作方式不同。它決定將SAT算法整合到ZYpp堆疊中；其求解器是基於minisat求解器。
在openSUSE 11.0中的SAT求解器是基於兩個主要且獨立的區塊：
- 使用数据字典來儲存及檢查軟體包的相依性資訊。新的求解格式被建立，用來儲存套件庫作為字串字典，關係字典以及所有軟體包的相依性。讀取及合併多個求解庫只需要很短的時間。
- 使用可滿足性（英语：satisfiability）來計算軟體包相依性。布尔可满足性问题提供許多範例求解器，並已經過長久研究；它相當快，因為相較其他使用SAT求解器的領域來說，軟體包相依性的複雜度較低。此外，它不需要複雜的算法，且在計算無法解決的問題時可以提供可理解的建議。

經過幾個月的工作，整合了SAT求解器的第四版ZYpp在基準測試上取得了不錯的成績，讓YaST及Zypper比其他基於RPM的軟體包管理器相比起來有較佳的速度及佔用空間。

## 外部連結
- ZYpp官方網站 （页面存档备份，存于）
- Distrowatch.com （页面存档备份，存于）